# Hinojal
Hinojal (extremadurai nyelven Los Hinojalis) település Spanyolországban, Cáceres tartományban. Hinojal Talaván, Santiago del Campo, Garrovillas de Alconétar, Cañaveral és Casas de Millán községekkel határos. Lakosainak száma 388 fő (2024).

## Népesség
A település népessége az elmúlt években az alábbi módon változott:
| Lakosok száma | 417  | 444  | 421  | 441  | 447  | 426  | 408  | 401  | 391  | 388  |
|               | 2001 | 2004 | 2006 | 2009 | 2011 | 2014 | 2016 | 2019 | 2021 | 2024 |